# Rudi Kronsteiner
Rudolf Alois „Rudi“ Kronsteiner (* 9. März 1973 in Linz) ist ein österreichischer Reiningreiter und -trainer.

## Werdegang
Bei den Weltreiterspielen 2006 in Aachen erreichte er zusammen mit Tina Künstner-Mantl, Dennis Schulz, Markus Morawitz mit der österreichischen Equipe Rang 9.
Bei den Weltmeisterschaften 2010 in Lexington (Kentucky) erreichte er im Reining auf „Einsteins Revolution“ mit dem österreichischen Team Platz 4. Ende Oktober 2011 überschritt er als erster europäischer Reiter die Preisgeldmarke der US-amerikanischen National Reining Horse Association (NRHA) von 1.000.000 US-$. Er ist seit Anfang 2018 bei „Ambrosini Quarter Horses“ im italienischen Brescia. 2014 gewann er bei den Weltreiterspielen in der Normandie im Reining zusammen mit seinen Kollegen Tina Künstner-Mantl, Martin Mühlstätter und Markus Morawitz mit der österreichischen Equipe die Bronzemedaille.

## Pferde
- Chex Enterprise (* 1990)[4], bay American Quarter Horse Stallion, Be Aech Enterprise x Ready Chex, im Besitz von Heidi Wallner
- Lil Dry Peppy (1993 – 2013)[5], Quarter Horse, Fuchshengst, Peppy San Badger x Dry Doc (von Doc Bar, aus der AQHA Hall of Fame-Stute Poco Lena Poco Lena)[6]
- Einsteins Revolution (* 2002)[7], Falbhengst, Quarter Horse, Great Resolve x Boogies Flashy Jac[8]
- Whizoom (* 2005)[9], brown Quarter Stallion, Topsail Whiz x Hollywood Dun It[10], im Besitz von Jennifer Nixdorf
- AB Peppy Diamond (* 2009), brown Quarter Stallion[11], OT Taris San Peppy x ARC Sparkle Surprise[12], im Besitz von Jennifer Nixdorf

## Erfolge
- World Reining Masters Champion 2007, 2008 und 2009 – jeweils mit Smart Spook[13]
- NRHA World Champion 2007 (mit Chic N Roost)[14] und 2009 (mit Star Spangled Whiz)[15]
- NRHA World Champion Junior Reining 2005[14]
- Oftmaliger Bronze-Trophy-Gewinner[16]
- Mehrfacher Europa- und Vizeeuropameister (in jüngeren Jahren auch in Pleasure und Western Riding)
- Mehrfacher Futurity-Gewinner in Deutschland und Italien